# Epicharis conica
Epicharis conica är en biart som beskrevs av Smith 1874. Epicharis conica ingår i släktet Epicharis och familjen långtungebin. Inga underarter finns listade i Catalogue of Life.

## Bildgalleri

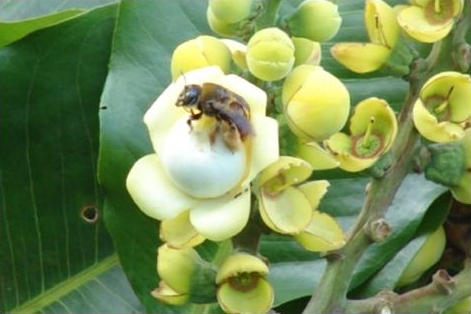
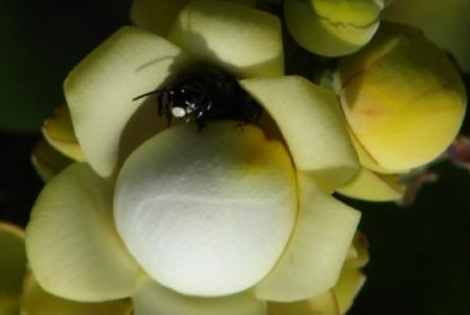